# Hollerich vasútállomás
Hollerich vasútállomás Luxemburgban, Luxembourg településen található.

## Vasútvonalak
Az állomást az alábbi vasútvonalak érintik:
- CFL 50-es vonal
- 70-es vasútvonal

## Kapcsolódó állomások
A vasútállomáshoz az alábbi állomások vannak a legközelebb:
- Luxemburg vasútállomás
- Leudelange vasútállomás